# Octa (Ohio)
Octa es una villa ubicada en el condado de Fayette en el estado estadounidense de Ohio. En el Censo de 2010 tenía una población de 59 habitantes y una densidad poblacional de 81,94 personas por km². Se encuentra a 319 metros de altitud. Clima subtropical húmedo.  

## Geografía
Octa se encuentra ubicada en las coordenadas 39°36′49″N 83°36′38″O / 39.61361, -83.61056. Según la Oficina del Censo de los Estados Unidos, Octa tiene una superficie total de 0.72 km², de la cual 0.72 km² corresponden a tierra firme y (0%) 0 km² es agua.

## Demografía
Según el censo de 2010, había 59 personas residiendo en Octa. La densidad de población era de 81,94 hab./km². De los 59 habitantes, Octa estaba compuesto por el 84.75% blancos, el 15.25% eran afroamericanos, el 0% eran amerindios, el 0% eran asiáticos, el 0% eran isleños del Pacífico, el 0% eran de otras razas y el 0% pertenecían a dos o más razas. Del total de la población el 1.69% eran hispanos o latinos de cualquier raza.